# Kauhajoki
Kauhajoki är en stad i landskapet Södra Österbotten. Kauhajoki har cirka 12 890 invånare och har en yta på 1 315,55 km². Staden är enspråkigt finsk.
Under vinterkriget, från december 1939 till februari 1940, var Kauhajoki mötesplats för Finlands riksdag. Kauhajoki blev stad i juli 2001.
Kauhaneva-Pohjankangas och Lauhanvuori nationalparker befinner sig delvis inom staden.

## Byar
Järvikylä

## Politik

### Mandatfördelning i Kauhajoki stad, valen 1976–2021
| 3 | 2 | 2 | 16 |  | 10 |  |

| 3 | 3 |  | 2 | 15 |  | 10 |

| 3 | 4 | 2 | 3 | 18 |  | 12 |

| 2 | 4 |  | 4 | 19 |  | 12 |

|  | 5 |  | 5 | 18 |  | 12 |

|  | 4 |  |  | 4 | 21 | 11 |

|  | 3 | 3 | 18 |  | 9 |

|  | 3 | 3 | 18 |  | 9 |

| 26 | 9 |

|  | 3 |  | 5 | 17 | 8 |

| 23 | 12 |

|  | 3 | 8 | 15 |  | 7 |

| 24 | 11 |

|  | 4 |  | 8 | 14 |  | 6 |

| 24 | 11 |

| 3 | 11 | 13 | 8 |

| 27 | 8 |

## Demografi

### Befolkningsutveckling
| Befolkningsutvecklingen i Kauhajoki stad 1975–2020                                                           | Befolkningsutvecklingen i Kauhajoki stad 1975–2020 | Befolkningsutvecklingen i Kauhajoki stad 1975–2020 | Befolkningsutvecklingen i Kauhajoki stad 1975–2020 | Befolkningsutvecklingen i Kauhajoki stad 1975–2020 |
| --- | -------------------------------------------------- | -------------------------------------------------- | -------------------------------------------------- | -------------------------------------------------- |
| |                                                    |                                                    |                                                    |                                                    |
| År |                                                    |                                                    | Folkmängd                                          |                                                    |
| 1975 | 1975                                               |                                                    | 14 408                                             |                                                    |
| 1980 | 1980                                               |                                                    | 14 946                                             |                                                    |
| 1985 | 1985                                               |                                                    | 15 577                                             |                                                    |
| 1990 | 1990                                               |                                                    | 15 643                                             |                                                    |
| 1995 | 1995                                               |                                                    | 15 420                                             |                                                    |
| 2000 | 2000                                               |                                                    | 14 831                                             |                                                    |
| 2005 | 2005                                               |                                                    | 14 465                                             |                                                    |
| 2010 | 2010                                               |                                                    | 14 269                                             |                                                    |
| 2015 | 2015                                               |                                                    | 13 875                                             |                                                    |
| 2020 | 2020                                               |                                                    | 13 007                                             |                                                    |
| Anm: Uppgifterna avser förhållandena den 31 december nämnda år enligt områdesindelningen den 1 januari 2022. |                                                    |                                                    |                                                    |                                                    |

### Språk
Befolkningen efter språk (modersmål) den 31 december 2022. Finska, svenska och samiska räknas som inhemska språk då de har officiell status i landet. Resten av språken räknas som främmande. För språk med färre än 10 talare är siffran dold av Statistikcentralen på grund av sekretesskäl.
| Språk                        | Talare 2022-12-31 | Talare 2022-12-31 |
| Språk                        | Antal             | Andel (%)         |
| ---------------------------- | ----------------- | ----------------- |
| Hela befolkningen            | 12 750            | 100,0             |
| Inhemska språk totalt        | 12 371            | 97,0              |
| Finska                       | 12 326            | 96,7              |
| Svenska                      | 45                | 0,4               |
| Främmande språk totalt       | 379               | 3,0               |
| Ungerska                     | 98                | 0,8               |
| Ukrainska                    | 50                | 0,4               |
| Estniska                     | 46                | 0,4               |
| Ryska                        | 41                | 0,3               |
| Vietnamesiska                | 26                | 0,2               |
| Turkiska                     | 22                | 0,2               |
| Thailändska                  | 21                | 0,2               |
| Engelska                     | 14                | 0,1               |
| Språk med färre än 10 talare | 61                | 0,5               |

|  | Finska (96,7 %) |

|  | Svenska (0,4 %) |

|  | Främmande språk (2,9 %) |

|  | Finska (96,7 %) |

|  | Svenska (0,4 %) |

|  | Främmande språk (2,9 %) |

## Idrott
Kauhajoen Karhu är en sportklubb som spelar basketboll i Korisliiga.

## Musik
Den mycket berömde dirigenten och dirigentläraren Jorma Panula är från Kauhajoki.

## Externa länkar

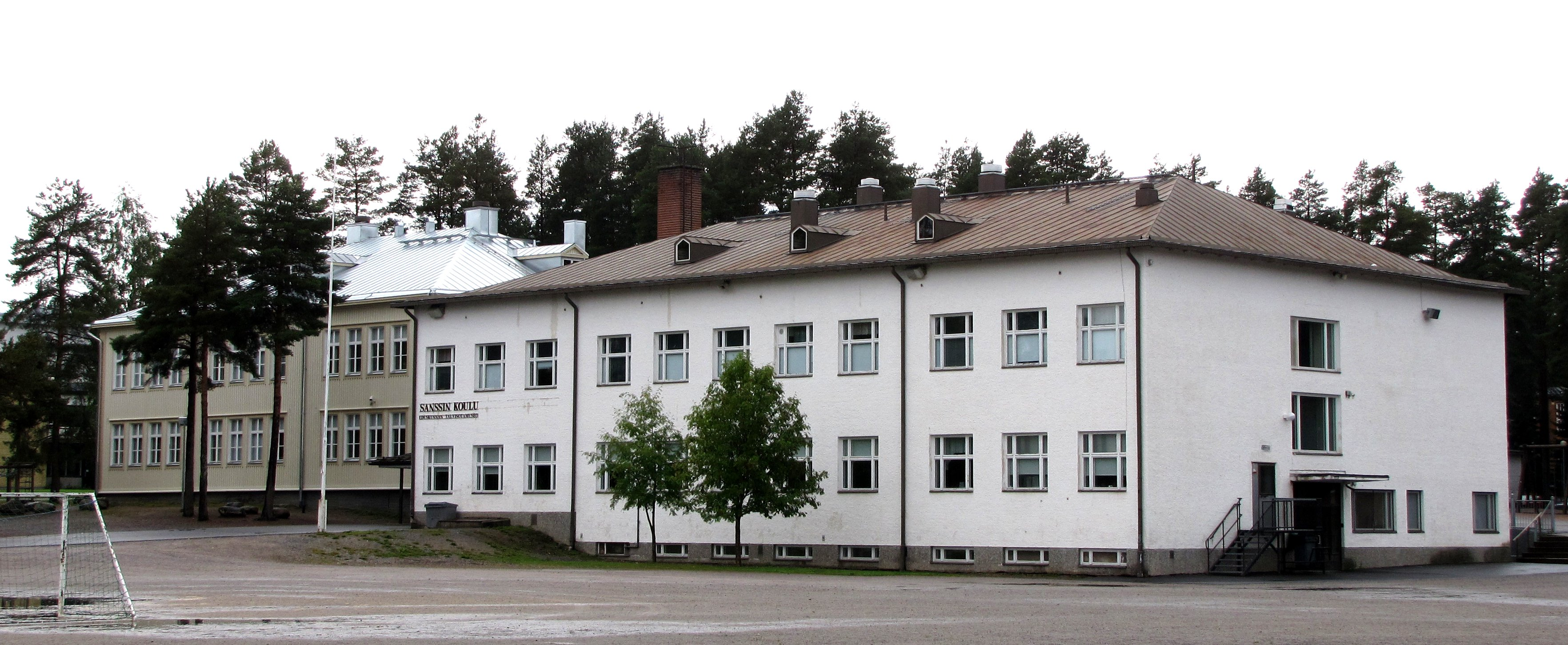
Under vinterkriget sammanträdde riksdagen i Sanssi skola i Kauhajoki.